# Bărbie

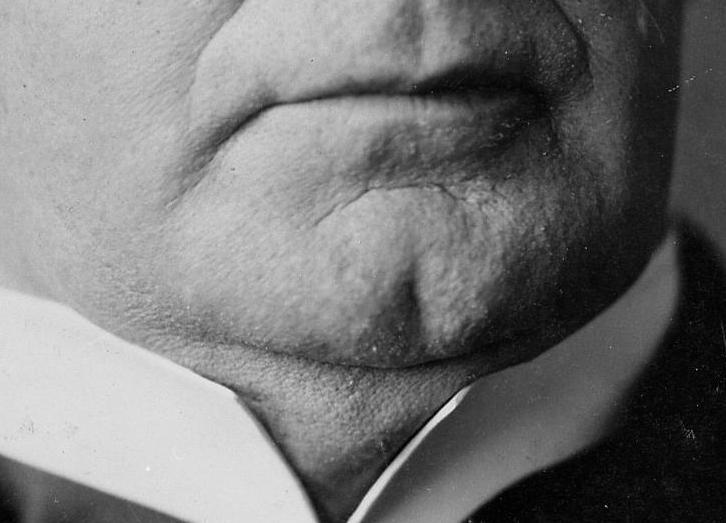
Foseta mentonieră (foseta bărbiei; depresiune mediană a bărbiei) a lui William McKinley

Bărbia sau mentonul (lat. mentum = bărbie, menton), regiunea mentonieră  (regio mentalis), la om este regiune feței, nepereche și mediană, care cuprinde protuberanța mandibulei și părțile moi care o acoperă. Relieful ei este determinat de proeminența anterioară, mediană, rotunjită a mandibulei. Limitele convenționale sunt: în partea superioară, șanțul mento-labial care o separă de buza inferioară; în partea inferioară, marginea inferioară a mandibulei; pe marginile laterale, două linii verticale care trec la un centimetru de partea externă a comisurii labiale. Pielea este groasă, bogată în foliculi piloși, care la bărbați formează barba. Sub piele există trei mușchi pieloși: triunghiularul buzelor, pătratul buzei inferioare, mentonier. Scheletul este format din partea mediană a corpului mandibulei, care prezintă simfiza ce unește cele două jumătăți ale osului.Bărbia are importanță în fizionomie, precum și în patologia tegumentului ei, în special la bărbați.

## Bărbia la om

### Anatomie topografică

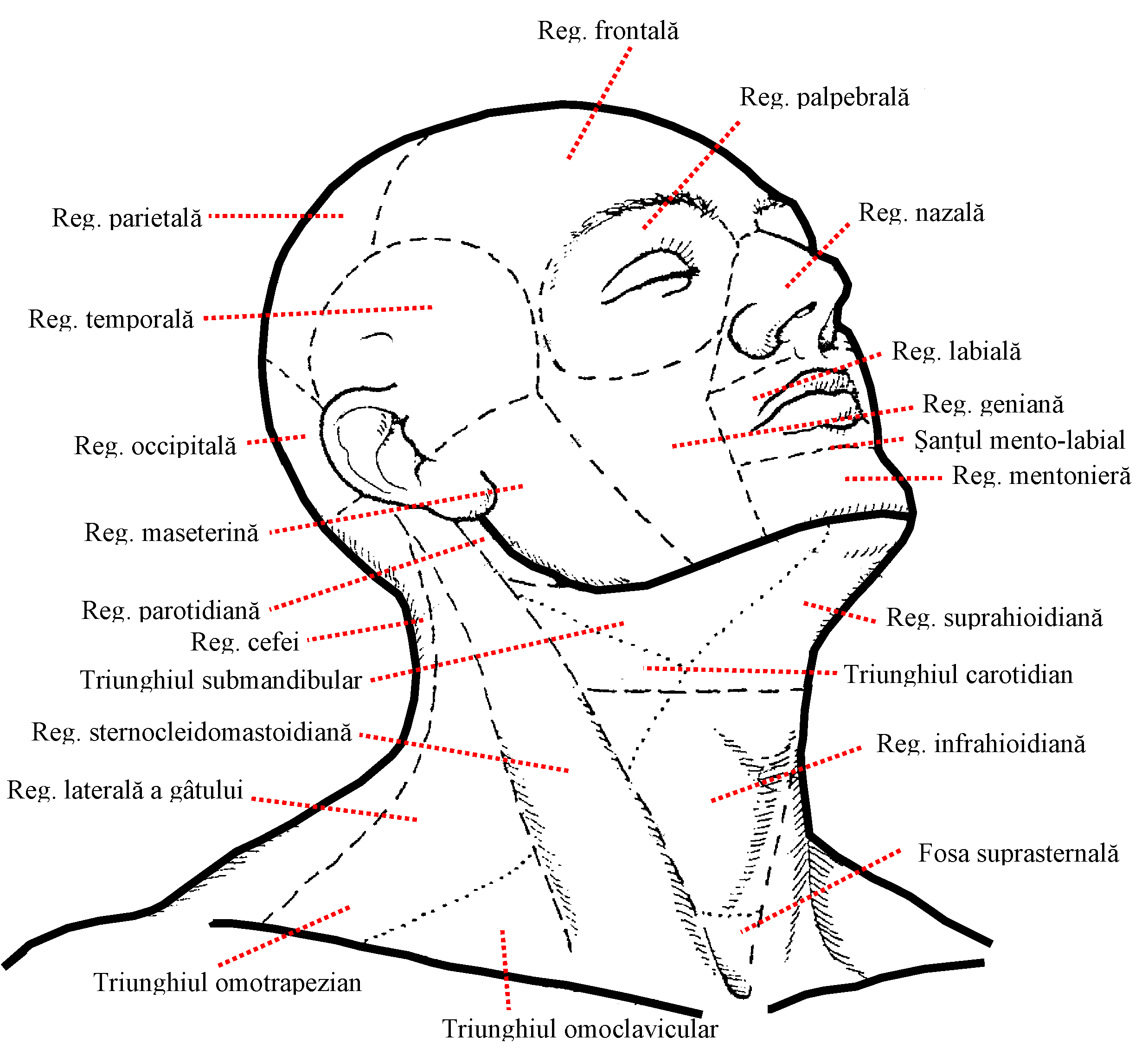
Regiunile topografice ale capului și gâtului (văzute antero-lateral).

Regiunea mentonieră  (Regio mentalis),  numită și regiunea bărbiei, este o regiune a feței, nepereche și mediană, care cuprinde protuberanța mandibulei și părțile moi care o acoperă. Ea este situată dedesubtul regiunii labiale și deasupra regiunii suprahioidiene, care aparține gâtului.
Bărbia (regiunea mentonieră) influențează, prin forma ei, fizionomia și înălțimea feței și are importanță în patologia tegumentului ei, în special la bărbați. Regiunea este convexă, și poate fi mai mult sau mai puțin proeminentă, mai rotunjită sau mai ascuțită, prezentând uneori o gropiță mediană (foseta mentonieră).
Scheletul regiunii este format de porțiunea mijlocie a corpului mandibulei, care prezintă simfiza ce unește cele două jumătăți ale osului. Relieful ei este determinat de proeminența anterioară, mediană, rotunjită a mandibulei.
Convențional limitele regiunii mentoniere sunt: în partea inferioară, marginea inferioară a corpului mandibulei; pe marginile laterale, două linii verticale care trec la un centimetru lateral de partea externă a comisurii labiale; în partea superioară, șanțul mento-labial (Sulcus mentolabialis) care o separă de buza inferioară, șanțul mento-labial este prelungit de o parte și de cealaltă până la marginile laterale verticale ale regiunii.

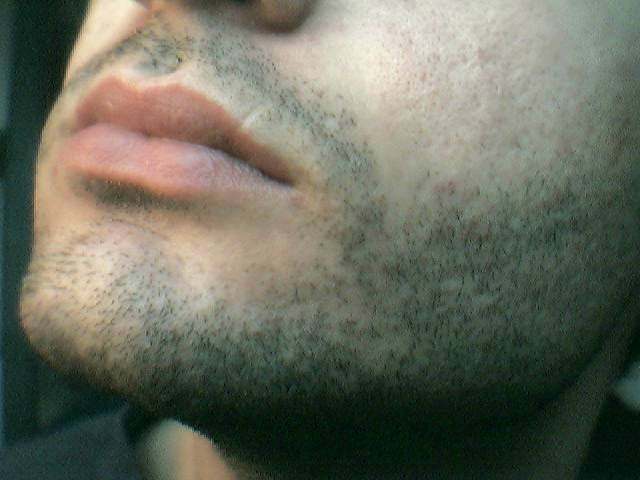

Stratigrafic, regiunea mentonieră are următoarea trei planuri: pielea, planul subcutanat și planul muscular. Ultimele două planuri conțin elemente vasculo-nervoase de calibru redus, care sunt ramificațiile buchetului mentonier, precum și ramuri ale nervului facial.
- Pielea, care este groasă; la bărbat conține foarte mulți foliculi piloși și fire de păr care formează barba; apoi glande sebacee și sudoripare.[4]
- Planul subcutanat - sărac în grăsime, dar conține în schimb numeroase tracturi conjunctive și fibrele superioare ale mușchiului platisma (Platysma").[4]
- Planul muscular - este format din trei mușchi pieloși care se suprapun parțial, în sens latero-medial:[4]
  - triunghiularul buzelor, numit și coborâtorul unghiului gurii (Musculus depressor anguli oris). Triunghiularul buzelor are o formă triunghiulară și se întinde de la maxilarul inferior la comisura buzelor. Prin contracția trage comisura buzelor în jos și lateral; în mimică are un rol foarte important. E mușchiul tristeții și al disprețului. Prin coborârea comisurii, fisura bucală se frânge în jos, formând o curbă cu convexitatea în sus. Șanțul nazo-labial este tras în jos, el se întinde foarte mult astfel că devine aproape rectilin afară de porțiunea lui inferioară care se îndreaptă medial, formând cu restul șanțului o curbă mică ce înconjoară comisura. Prin baza lor mușchii aderă nu numai de os, ci și de piele. Când se contractă ei întind pielea și formează un șanț transversal mult mai evident la oamenii grași (cu bărbie duble). Uneori cei doi triunghiulari ai buzelor, cel din dreapta cu cel din stânga, sunt uniți de un fascicul muscular transversal situat sub bărbie, numit mușchiul transvers al mentonului (Musculus transversus menti).[5][6][7][8]
  - pătratul buzei inferioare, numit și coborâtorul buzei inferioare (Musculus depresor labii inferioris).  După cum îi arată numele, pătratul e un mușchi de formă patrulateră, așezat dedesubtul și înăuntrul de triunghiularul buzelor. El trage buza inferioară în jos; în același timp buza e împinsă înainte. Șanțul naso-labial formează o curbă cu convexitatea înafară, dar această curbă în loc să fie la nivelul comisurii ca al triunghiului se găsește sus pe obraz. Intervine în exprimarea sentimentelor de tristețe, dezgust și ironie.[5][6][7][8]
  - mușchiul mentonier (mental) (Musculus mentalis), numit și moțul bărbiei este partea din mijloc a regiunii mentoniere și este acoperit în cea mai mare parte de pătratul buzei inferioare. Între cei doi mușchi mentonieri există un cordon fibros, numit ligamentul moțului bărbiei; acest cordon aderă de pielea, care se deprimă formând foseta bărbiei. Cei doi mușchi mentonieri au un rol important în mimică. Ei ridică în sus proeminența moțului și o turtesc; apoi acționează și asupra buzei inferioare, pe care o împing înainte, formând o curbă cu concavitatea în jos. Această acțiune este foarte evidentă la copiii supărați înainte de plâns, care „pun buza”.  Prin contracție mușchii mentonieri ridică și încrețesc pielea bărbiei, exprimând îndoială, dispreț.[5][6][7][8]

### Semnificația bărbiei în psihologie
Bărbia, partea cea mai de jos a feței, poate oferi medicului, informații asupra psihologiei și patologiei purtătorului ei: prin conformația și dimensiunile ei, prin unele mișcări reflexe și încrustări, prin podoaba capilară eventuală.
Sub raport psihologic dimensiunile și conformația bărbiei trădează unele însușiri caracteristice și temperamentale ale persoanei respective (evident, totul judecat și primit cu relativitate):
- bărbia mare exprimă voință, energie, calm, autostăpânire; bărbia mică indică lipsă de voință și de perseverență; bărbia scurtă marchează timiditatea; iar bărbia pierdută, mică de tot, semnalează slăbiciune de spirit, însușiri intelectuale reduse;
- bărbia proeminentă arată ambiție, forță, putere; bărbia proeminentă și adusă în sus, indică răutate, spirit pornit spre rău;
- bărbia pătrată arată voință; bărbia ascuțită trădează irascibilitatea; bărbia rotundă exprimă bunătate, amabilitate; bărbia ovală înseamnă constanță în umoare, dispoziție egală; bărbia despicată la mijloc (foseta mentonieră) marchează calm, echilibru, sânge rece; iar bărbia grasă, exprimă senzualitate.

## Bărbia la animale
Bărbia la păsării este partea colorată care se află nemijlocit sub ciocul (mandibula inferioară), deasupra gâtlejului.
La unele animale bărbia este partea cărnoasă care atârnă sub falca de jos. Lupul (Canis lupus) are bărbia alburie. Jderul (Martes martes) și beica (Martes foina) au o pată mare sub bărbie.

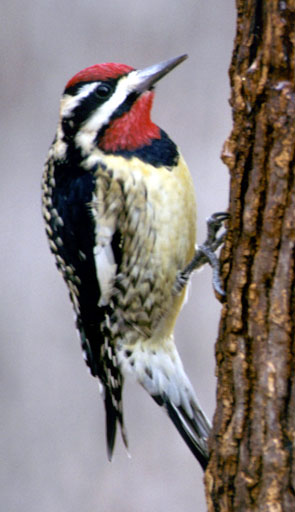
Ciocănitoare de sevă (Sphyrapicus varius) din America de Nord are roşu pe creştet și pe bărbia (guşa). Bărbia este mărginită de o dungă neagră, ce se lăţeşte pe piept, transformându-se într-o pată neagră
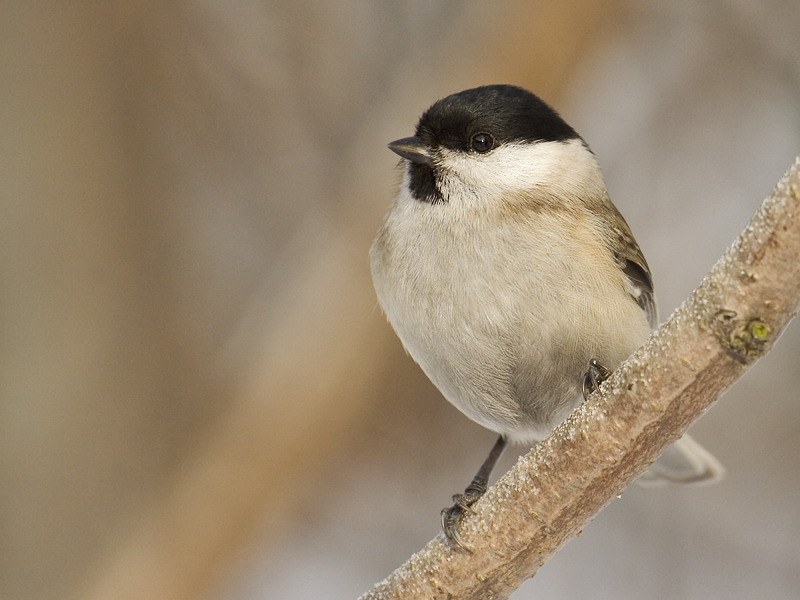
Pițigoiul sur (Poecile palustris) are partea superioară a capului negru-întunecat lucioasă, obrajii albi și bărbia neagră
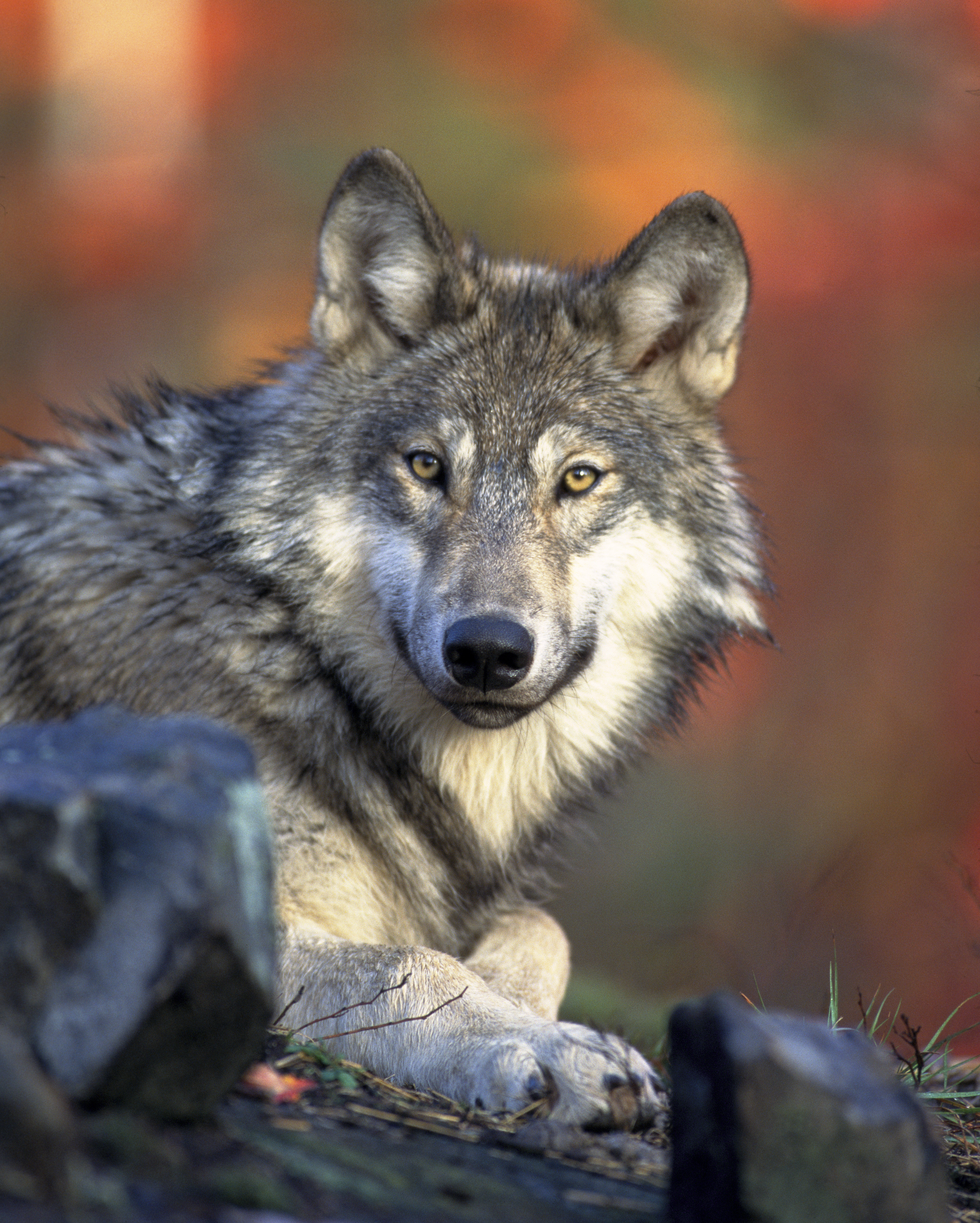
Lupul (Canis lupus) are bărbia alburie.